# Liste abgeschossener Flugzeuge in der Zivilluftfahrt
Die Liste abgeschossener Flugzeuge in der Zivilluftfahrt umfasst vom Boden oder aus der Luft beschossene Zivilflugzeuge, die abstürzten oder zur Notlandung gezwungen wurden.

## Geklärte Fälle
Bei den folgenden Flugunfällen gilt es als gesichert, dass das Flugzeug abgeschossen wurde.

| Datum           | Flug oder Kennzeichen                                          | Todes- opfer | Über- lebende | Zusammenfassung des Ereignisses |
| --------------- | -------------------------------------------------------------- | ------------ | ------------- | --- |
| 14. Juni 1940   | siehe „Kaleva“ der finnischen Aero O/Y                         | 9            | keine         | Abschuss einer finnischen Ju 52/3m ge durch sowjetische Kampfflugzeuge über dem finnischen Meerbusen. |
| 30. Januar 1942 | Qantas (G-AEUH)                                                | 13           | 5             | Abschuss einer Short S.23 durch ein japanisches Kampfflugzeug über dem Pazifischen Ozean |
| 3. März 1942    | KNILM (PK-AFV)                                                 | 4            | 5             | Eine Douglas DC-3 der niederländischen KNILM wurde von japanischen Flugzeugen über Australien abgeschossen. |
| 1. Juni 1943    | BOAC-Flug 777 (G-AGBB)                                         | 17           | keine         | Ein britisches Passagierflugzeug des Typs Douglas DC-3 wurde von deutschen Fliegern der V. Gruppe des Kampfgeschwaders 40 über dem Golf von Biskaya aus bis heute unklaren Gründen abgeschossen. Alle vier Besatzungsmitglieder und dreizehn Passagiere starben, darunter Filmstar Leslie Howard und Unternehmer Wilfrid Israel. |
| 27. Sep. 1944   | Lufthansa-Flug Stuttgart-Barcelona (D-AMHL)                    | 9            | keine         | Ein deutsches Passagierflugzeug des Typs Focke-Wulf Fw 200D-2 wurde von einem bei Dijon stationierten britischen Kampfflugzeug abgeschossen. Infolgedessen wurde die letzte Linienverbindung der Lufthansa nach Spanien eingestellt. |
| 23. Juli 1954   | Cathay Pacific (VR-HEU)                                        | 10           | 8             | Am 23. Juli 1954 wurde eine Douglas DC-4/C-54A-10-DC der Cathay Pacific (VR-HEU) über dem Südchinesischen Meer von den Luftstreitkräften der Volksrepublik China abgeschossen, da diese das Flugzeug für ein taiwanisches Militärflugzeug hielten. Von den 18 Insassen wurden 10 getötet, zwei Besatzungsmitglieder und 8 Passagiere.[41] |
| 27. Juli 1955   | El-Al-Flug 402                                                 | 58           | keine         | Auf Grund eines Navigationsfehlers geriet eine Lockheed Constellation der El Al in den bulgarischen Luftraum und wurde durch zwei bulgarische MiG-15 abgeschossen. |
| 21. Feb. 1973   | Libyan-Arab-Airlines-Flug 114                                  | 108          | 5             | Durch einen Navigationsfehler geriet eine Boeing 727 der Libyan Arab Airlines in den Luftraum der von Israel besetzten Sinai-Halbinsel und wurde durch zwei F-4 Phantom II der israelischen Luftwaffe abgeschossen. |
| 20. Apr. 1978   | Korean-Air-Lines-Flug 902                                      | 2            | 107           | Durch einen Navigationsfehler geriet eine Boeing 707 der Korean Airlines in das sowjetische Hoheitsgebiet und wurde durch zwei sowjetische Suchoi Su-15 über der Oblast Murmansk abgefangen und beschossen. Den koreanischen Piloten gelang trotz schwerer Beschädigung eine Notlandung auf dem zugefrorenen Korpijarwisee in Nordkarelien. |
| 3. Sep. 1978    | Air-Rhodesia-Flug 825                                          | 38           | 8             | Eine Vickers Viscount der Air Rhodesia wurde von der Rebellengruppe Zimbabwe People’s Revolutionary Army (ZIPRA) mit einer Boden-Luft-Rakete abgeschossen. Nach dem Absturz wurden von den 18 Überlebenden 10 durch die Rebellen erschossen. |
| 2. Feb. 1979    | Air-Rhodesia-Flug 827                                          | 59           | keine         | Eine weitere Vickers Viscount der Air Rhodesia wurde von der Rebellengruppe Zimbabwe People’s Revolutionary Army (ZIPRA) mit einer Boden-Luft-Rakete abgeschossen. |
| 1. Sep. 1983    | Korean-Air-Lines-Flug 007                                      | 269          | keine         | Durch einen Navigationsfehler durchquerte eine Boeing 747 der Korean Air Lines den sowjetischen Luftraum. Sie wurde als militärisches Ziel eingestuft und von sowjetischen Jagdflugzeugen in internationalem Luftraum abgeschossen. |
| 24. Feb. 1985   | Abschuss der Polar 3 des Alfred-Wegener-Instituts              | 3            | keine         | Das deutsche Forschungsflugzeug des Alfred-Wegener-Instituts des Typs Dornier 228 wurde von Streitkräften der Demokratischen Arabischen Republik Sahara mittels Boden-Luft-Rakete abgeschossen. |
| 14. Okt. 1987   | Zimex Aviation Abschuss der Lockheed 100 (HB-ILF)              | 6            | keine         | Das Transportflugzeug des Typs Lockheed L-100 Hercules wurde im Bürgerkriegsgebiet von Angola abgeschossen. Zwei weitere Menschen starben am Boden. |
| 6. Nov. 1987    | Air Malawi (7Q-YMB)                                            | 10           | keine         | Eine Short Skyvan der Air Malawi wurde nahe der Stadt Ulongwe in Mosambik abgeschossen. |
| 3. Juli 1988    | Iran-Air-Flug 655                                              | 290          | keine         | Abschuss eines Airbus A300B2-203 der Iran Air auf dem Flug von Bandar Abbas nach Dubai durch eine Boden-Luft-Rakete vom US-amerikanischen Kriegsschiff Vincennes aus, das sich in iranischen Hoheitsgewässern befand. |
| 28. Juni 1989   | Somali-Airlines-Flug 41                                        | 30           | keine         | Kurz nach dem Start in Hargeisa wurde eine Fokker F-27 der Somali Airlines von Rebellen abgeschossen. Die Maschine befand sich auf einem Linienflug nach Mogadischu. |
| 28. Jan. 1992   | Abschuss eines Mil-Mi-8-Passagierhubschraubers nahe Şuşa 1992  | 44           | keine         | Abschuss eines Mil-Mi-8-Passagierhubschraubers der Azal Azerbaijan Airlines im Zusammenhang mit dem Konflikt um Bergkarabach |
| 21. Sep. 1993   | Transair-Georgia-Airlines Tu-134                               | 27           | keine         | Abschuss einer georgischen Passagiermaschine durch abchasische Separatisten mittels einer von einem Patrouillenboot abgefeuerten Boden-Luft-Rakete |
| 22. Sep. 1993   | Transair-Georgia-Airlines Tu-154                               | 108          | 24            | Abschuss einer georgischen Passagiermaschine durch abchasische Separatisten mittels Boden-Luft-Rakete |
| 6. Apr. 1994    | Abschuss des Präsidentenflugzeugs in Ruanda am 6. April 1994   | 12           | keine         | Abschuss der ruandischen Regierungsmaschine beim Landeanflug auf Kigali mit Präsident Juvénal Habyarimana und dem burundischen Präsidenten Cyprien Ntaryamira an Bord. Der Abschuss gilt als Initialzündung für den Völkermord in Ruanda. |
| 24. Feb. 1996   | Cessna Skymaster (N2456S u. N5485S)                            | 4            | keine         | Abschuss zweier US-amerikanischer Flugzeuge (N2456S u. N5485S) der Organisation Brothers to the Rescue durch kubanische MiG-23 bzw. MiG-29 |
| 15. Mai 1997    | Flugunfall bei Gəncə                                           | 6            | keine         | Soldaten der aserbaidschanischen Armee, die von einer Schießübung zurückkehrten, schossen zur Unterhaltung mit Maschinengewehren auf Verkehrsschilder. Dabei trafen Fehlschüsse eine vorbeifliegende Jakowlew Jak-40 der Azerbaijan Airlines, die sich auf einem Trainingsflug befand. Die Jak-40 stürzte infolge des Beschusses ab. |
| 19. Sep. 1998   | Lionair-Flug 602                                               | 56           | keine         | Die Maschine des Typs Antonow An-24 stürzte wahrscheinlich aufgrund eines Abschusses durch tamilische Rebellen ab. Als verantwortlich gilt Shiwasubramaniam Thillaraj. Die Maschine überflog die Insel Iranatheevu etwa 10 Minuten nach dem Start in Palali und verschwand dann von den Radarschirmen. Das Wrack wurde 2012 entdeckt und wird seit 2013 untersucht. |
| 10. Okt. 1998   | Boeing 727 der Lignes Aériennes Congolaises                    | 41           | keine         | Eine Boeing 727 der Lignes Aériennes Congolaises wurde in der Demokratischen Republik Kongo durch kongolesische Rebellen mit einer Boden-Luft-Rakete abgeschossen |
| 20. Apr. 2001   | Cessna 185 (OB-1408), Peru, nahe der brasilianischen Grenze    | 2            | 3             | Ein Pilot und eine vierköpfige Familie befand sich im privaten Flugzeug. Die CIA und die peruanische Luftwaffe (FAP) arbeiteten zusammen, um den Drogenschmuggel über den Luftweg zu unterbinden („Air Bridge Denial Program“). Offiziere an Bord des CIA-Flugzeuges diskutierten, ob der Flug Drogen transportiere oder nicht, und schlugen vor, das Flugzeug zwecks Überprüfung zu einer Landung in Iquitos zu zwingen. Die Funkrufe der FAP wurden von der Besatzung jedoch nicht gehört. Als die Besatzung das Dragonfly-Kampfflugzeug der FAP feststellte, gelang der Kontakt mit dem Kontrollturm von Iquitos, um nachzufragen, was die Luftwaffe verlange. In diesem Moment begann die Besatzung der Dragonfly jedoch auf die Cessna 185 zu feuern. Die CIA-Offiziere versuchten vergeblich, rechtzeitig das Feuer des Kampfflugzeuges einstellen zu lassen. |
| 4. Okt. 2001    | Sibir-Flug 1812                                                | 78           | keine         | Während einer Übung der ukrainischen Marine wurde eine Zieldrohne mit zwei Boden-Luft-Raketen (Doppelschuss) beschossen. Nachdem die Zieldrohne von der ersten Rakete zerstört wurde, suchte sich die zweite Rakete selbständig ein neues Ziel und traf die russische Tupolew Tu-154 in 250 Kilometern Entfernung. |
| 22. Nov. 2003   | Beschuss eines Airbus A300 der European Air Transport (OO-DLL) | keine        | 3             | Kurz nach dem Abflug vom Flughafen Bagdad im Irak wurde ein Airbus A300 der European Air Transport von Terroristen mit einer Flugabwehrrakete beschossen. Die Rakete traf die linke Tragfläche, es kam zu einem Totalausfall der hydraulischen Steuersysteme der Maschine. Die Besatzung schaffte es, zum Flughafen zurückzukehren und dort eine Notlandung durchzuführen. |
| 23. März 2007   | Abschuss einer Iljuschin Il-76 bei Mogadischu                  | 11           | keine         | Eine Iljuschin Il-76 der belarussischen Transaviaexport Airlines wurde nach dem Start in Mogadischu von einer Boden-Luft-Rakete getroffen und stürzte ab. |
| 17. Juli 2014   | Malaysia-Airlines-Flug 17                                      | 298          | keine         | Eine Boeing 777 der Malaysia Airlines wurde während des Krieges in der Ukraine seit 2014 nahe der ostukrainischen Stadt Tores durch eine Flugabwehrrakete abgeschossen. |
| 8. Jan. 2020    | Ukraine-International-Airlines-Flug 752                        | 176          | keine         | Eine Boeing 737 der Ukraine International Airlines wurde kurz nach dem Start am Flughafen Teheran-Imam Chomeini versehentlich von zwei iranischen Flugabwehrraketen abgeschossen. |

## Verdachtsfälle
Bei den folgenden Fällen gibt es Hinweise oder Theorien zu einem Abschuss des Flugzeugs.
| Datum         | Flug                                                  | Todes- opfer | Über- lebende | Zusammenfassung des Ereignisses |
| ------------- | ----------------------------------------------------- | ------------ | ------------- | --- |
| 18. Dez. 1939 | Iberia (M-CABA)                                       | 10           | keine         | Am 18. Dezember 1939 stürzte eine Junkers Ju 52/3m der Iberia (M-CABA) auf dem Flug von Tétouan nach Sevilla südlich von Gibraltar ab, wobei die drei Besatzungsmitglieder und sieben Passagiere den Tod fanden. Das Flugzeug wurde möglicherweise von der britischen Flugabwehr abgeschossen. |
| 21. Dez. 1948 | ČSA-Flug 584                                          | 24           | keine         | Douglas DC-3 bei Pilos, Griechenland; eventuell aber Controlled flight into terrain. |
| 18. Sep. 1961 | Charterflug des UNO-Generalsekretärs Dag Hammarskjöld | 16           | keine         | Eine von der UNO gecharterte Douglas DC-6 der Transair Sweden stürzte im Grenzgebiet zwischen der Demokratischen Republik Kongo und Nordrhodesien ab. An Bord befand sich der UNO-Generalsekretär Dag Hammarskjöld. Es konnte nicht geklärt werden, ob der Absturz durch einen Navigationsfehler, einen technischen Defekt oder durch einen Abschuss erfolgte. |
| 30. Juni 1962 | Aeroflot-Flug 902                                     | 84           | keine         | Eine Tupolew Tu-104 der Aeroflot stürzt nach einem unbekannten Notfall an Bord ab. Inoffiziellen Berichten zufolge wurde das Flugzeug versehentlich von einer Rakete getroffen. |
| 3. Sep. 1962  | Aeroflot-Flug 03                                      | 86           | keine         | Eine Tupolew Tu-104 der Aeroflot stürzt nach dem Start in der Region Chabarowsk ab. Inoffiziellen Informationen zufolge könnte das Flugzeug auch von einer Rakete getroffen worden sein. |
| 11. Sep. 1968 | Air-France-Flug 1611                                  | 95           | keine         | Eine Sud Aviation Caravelle der Air France stürzte ins Mittelmeer, nachdem die Besatzung ein Feuer in der Kabine gemeldet hatte. Laut einer TV-Dokumentation aus dem Jahr 2011 soll die Maschine durch eine nicht scharfe Standard Missile während einer Übung des französischen Militärs zum Absturz gebracht worden sein. |
| 26. Jan. 1972 | Jugoslovenski-Aerotransport-Flug 367                  | 27           | 1             | Eine Douglas DC-9 der Jugoslovenski Aerotransport, von Stockholm über Kopenhagen nach Zagreb und Belgrad fliegend, stürzte über dem Dorf Srbská Kamenice in der Tschechoslowakei nahe der Grenze zur DDR ab. Nur die Stewardess Vesna Vulović überlebte den Absturz. Der Unfallhergang und die offizielle Darstellung der tschechoslowakischen Behörden, die Maschine sei aus großer Höhe abgestürzt, werden heute von einigen Luftfahrtjournalisten angezweifelt.                                                    |
| 30. Sep. 1975 | Malév-Flug 240                                        | 60           | keine         | Am 30. September 1975 stürzte eine Tu-154 der Malév auf dem Flug von Budapest nach Beirut mit 50 Passagieren und 10 Besatzungsmitgliedern kurz vor der Landung gegen 3 Uhr morgens ins Mittelmeer. Es wird vermutet, dass ein Abschuss des Flugzeugs durch das israelische oder syrische Militär einer PLO-Delegation galt, die sich vermeintlich an Bord des Flugzeuges befand, oder dass eine unbekannte Fracht an Bord mitgeführt wurde, da das Flugzeug nur zu etwa einem Drittel mit Passagieren besetzt war.    |
| 27. Juni 1980 | Itavia-Flug 870                                       | 81           | keine         | Ein italienisches Gericht sprach den Angehörigen im Jahr 2011 Schadensersatz zu und bestätigte damit indirekt die Theorie, dass die Douglas DC-9 der Itavia in einen Luftkampf zwischen Kampfflugzeugen der NATO und Libyens geriet, wobei die Maschine durch eine fehlgeleitete Rakete getroffen wurde. Dies widerspricht dem Abschlussbericht des leitenden Unfallermittlers. Demnach wurde die Maschine nicht durch eine Rakete, sondern durch einen Sprengsatz in der hinteren Bordtoilette zum Absturz gebracht. |
| 8. Nov. 1983  | TAAG-Angola-Airlines-Flug 462                         | 130          | keine         | Nach dem Start in Lubango stürzte eine Boeing 737-200 der TAAG Angola Airlines ab. Nach Angaben der angolanischen Regierung war die Absturzursache ein technischer Defekt. UNITA-Rebellen gaben an, die Maschine mit Raketen abgeschossen zu haben. |
| 9. Jan. 2007  | Charterflug der Aeriantur-M Airlines (ER-26068)       | 34           | 1             | Eine in Adana gestartete Antonow An-26 der moldawischen Aeriantur-M Airlines verunglückte im Landeanflug auf die Balad Air Base im Irak. Eine irakische Untergrundorganisation und ein Augenzeuge gaben an, die Maschine sei abgeschossen worden. |
| 25. Dez. 2024 | Azerbaijan-Airlines-Flug 8243                         | 38           | 29            | Eine in Baku gestartete Embraer 190 AR der aserbaidschanischen Azerbaijan Airlines auf dem Weg nach Grosny stürzte mehrere hundert Kilometer vom eigentlichen Kurs entfernt auf der anderen Seite des Kaspischen Meeres bei dem Versuch einer Notlandung in der kasachischen Stadt Aqtau ab. Beschädigungen an den Wrackteilen deuten auf Beschädigungen durch eine Flugabwehrrakete, möglicherweise des Typs Panzir-S1, hin.                                                                                         |